# The Alice Cooper Show
The Alice Cooper Show är ett livealbum av rocksångaren Alice Cooper utgivet 1977. Det spelades in på Aladdin Hotel i Las Vegas i augusti 1977.

## Låtlista
1. "Under My Wheels" - 2:30
2. "I'm Eighteen" - 4:58
3. "Only Women Bleed" - 5:47
4. "Sick Things" - 1:01
5. "Is It My Body" - 2:28
6. "I Never Cry" - 2:51
7. "Billion Dollar Babies" - 3:13
8. "Devil's Food/The Black Widow" - 5:41
9. "You and Me" - 2:19
10. "I Love the Dead/Go to Hell/Wish You Were Here" - 6:31
11. "School's Out" - 2:19

## Medverkande
- Alice Cooper - sång
- Whitey Glan - trummor
- Steve Hunter - gitarr
- Prakash John - bas
- Fred Mandel - keyboard
- Dick Wagner - gitarr, sång